# Championnes de France de natation en bassin de 50 m du 100 m papillon
| Championnat | Lieu                               | Athlète                              | Naissance | Âge   | Club                                               | Temps                 |
| ----------- | ---------------------------------- | ------------------------------------ | --------- | ----- | -------------------------------------------------- | --------------------- |
| 1953        | Dijon                              | Odette Lusien-Casteur                |           |       | Stade français                                     | 1 min 28 s 7          |
| 1954        | Paris Les tourelles                | Odette Lusien-Casteur                |           |       | Stade français                                     | 1 min 23 s 9          |
| 1955        | Bellerive-sur-Allier               | Odette Lusien-Casteur                |           |       | Cercle des nageurs de Marseille                    | 1 min 19 s 3          |
| 1956        | Paris Georges Vallerey             | Odette Lusien-Casteur                |           |       | Cercle des nageurs de Marseille                    | 1 min 21 s 8          |
| 1957        | Paris Georges Vallerey             | Odette Lusien-Casteur                |           |       | Cercle des nageurs de Marseille                    | 1 min 23 s 3          |
| 1958        | Paris Georges Vallerey             | Annie Caron                          |           |       | Stade français                                     | 1 min 20 s 5          |
| 1959        | Alger                              | Annie Caron                          |           |       | Stade français                                     | 1 min 15 s 9 RF       |
| 1960        | Paris Georges Vallerey             | Annie Caron                          |           |       | Racing Club de France                              | 1 min 17 s 1          |
| 1961 hiver  | Paris Piscine de Pontoise (33,33m) | Colette Libourel                     |           |       | Racing Club de France                              | 1 min 19 s 7          |
| 1961 été    | Paris Georges Vallerey             | Annie Caron                          |           |       | Racing Club de France                              | 1 min 17 s 8          |
| 1962 hiver  | Nancy                              | Brigitte Pommat                      |           |       | Stade français                                     | 1 min 21 s 1          |
| 1962 été    | Paris Georges Vallerey             | Colette Libourel                     |           |       | Racing Club de France                              | 1 min 16 s 8          |
| 1963 hiver  | Marseille Piscine Vallier (25 m)   | non disputé                          |           |       |                                                    |                       |
| 1963 été    | Paris Georges Vallerey             | Danièle Hannequin                    |           |       | Racing Club de France                              | 1 min 18 s 2          |
| 1964 hiver  | Marseille Piscine Vallier (25 m)   | non disputé                          |           |       |                                                    |                       |
| 1964 été    | Paris Georges Vallerey             | Danièle Dorléans                     |           |       | Cercle des nageurs de Marseille                    | 1 min 17 s 8          |
| 1965 hiver  | Marseille Piscine Vallier (25 m)   | non disputé                          |           |       |                                                    |                       |
| 1965 été    | Paris Georges Vallerey             | Christine Caron                      |           |       | Racing Club de France                              | 1 min 15 s 8          |
| 1966 hiver  | Le Mans (25 m)                     | Michèle Prudhomme                    |           |       | COS Saint-Dizier                                   | 1 min 12 s 5          |
| 1966 été    | Paris Georges Vallerey             | Michèle Prudhomme                    |           |       | COS Saint-Dizier                                   | 1 min 14 s 4          |
| 1967 hiver  | Caen (25 m)                        | Michèle Prudhomme                    |           |       | COS Saint-Dizier                                   | 1 min 10 s 7          |
| 1967 été    | Paris Georges Vallerey             | Catherine Grojean                    |           |       | Lyon NS Perrache                                   | 1 min 11 s 6          |
| 1968 hiver  | Montreuil                          | Catherine Grojean                    |           |       | Lyon NS Perrache                                   | 1 min 10 s 9 RF       |
| 1968 été    | Paris Georges Vallerey             | Catherine Grojean                    |           |       | Lyon NS Perrache                                   | 1 min 11 s 1          |
| 1969 hiver  | Toulouse                           | Catherine Grojean                    |           |       | Club des Vikings de Rouen                          | 1 min 13 s 5          |
| 1969 été    | Paris Georges Vallerey             | Frédérique Le Cornec                 |           |       | Club des Nageurs de Paris                          | 1 min 11 s 2          |
| 1970 hiver  | Aix-en-Provence                    | Josiane Castiau                      |           |       | CN Roubaix                                         | 1 min 12 s 8          |
| 1970 été    | Paris Georges Vallerey             | Jacqueline Noël                      |           |       | Cercle des nageurs de Marseille                    | 1 min 10 s 6          |
| 1971 hiver  | Montreuil                          | Jacqueline Noël                      |           |       | Cercle des nageurs de Marseille                    | 1 min 10 s 0          |
| 1971 été    | Paris Georges Vallerey             | Marie-Dominique Salembier            |           |       | SC Roubaix                                         | 1 min 10 s 7          |
| 1972 hiver  | Rouen (25 m)                       | Josiane Castiau                      |           |       | CN Roubaix                                         | 1 min 08 s 3          |
| 1972 été    | Vittel                             | Josiane Castiau                      |           |       | CN Roubaix                                         | 1 min 08 s 7 RF       |
| 1973 hiver  | Paris Georges Hermant              | Marie-Dominique Salembier            |           |       | SC Roubaix                                         | 1 min 12 s 19         |
| 1973 été    | Vittel                             | Florence Langumier                   |           |       | Stade poitevin                                     | 1 min 10 s 7          |
| 1974 hiver  | Bordeaux                           | Annette Pistre                       |           |       | CN Narbonne LC                                     | 1 min 09 s 63         |
| 1974 été    | Paris Georges Vallerey             | Annette Pistre                       |           |       | CN Narbonne LC                                     | 1 min 08 s 78         |
| 1975 hiver  | Troyes                             | Chantal Schertz                      |           |       | ASPTT Poitiers                                     | 1 min 08 s 94         |
| 1975 été    | Paris Georges Vallerey             | Patricia Clug                        |           |       | Racing Club de France                              | 1 min 08 s 13         |
| 1976 hiver  | Tarbes                             | Patricia Clug                        |           |       | Racing Club de France                              | 1 min 07 s 41 RF      |
| 1976 été    | Paris Georges Vallerey             | Anne Vial                            |           |       | Enfants de Neptune de Perpignan                    | 1 min 05 s 57 RF      |
| 1977 hiver  | Rennes                             | Pascale Ducongé                      |           |       | Stade poitevin                                     | 1 min 05 s 50 RF      |
| 1977 été    | Paris Georges Vallerey             | Patricia Clug                        |           |       | Racing Club de France                              | 1 min 04 s 94         |
| 1978 hiver  | Lille                              | Sophie Falandry                      |           |       | Nantes EC                                          | 1 min 04 s 74         |
| 1978 été    | Laval                              | Sophie Falandry                      |           |       | Nantes EC                                          | 1 min 04 s 70         |
| 1979 hiver  | Nanterre                           | Sophie Falandry                      |           |       | FFN Ile de France                                  | 1 min 04 s 54         |
| 1979 été    | Mulhouse                           | Sophie Falandry                      |           |       | FFN Ile de France                                  | 1 min 04 s 23         |
| 1980 hiver  | Bordeaux                           | Pascale Ducongé                      |           |       | Stade poitevin                                     | 1 min 05 s 01         |
| 1980 été    | Brive-la-Gaillarde                 | Sophie Falandry                      |           |       | Racing Club de France                              | 1 min 04 s 96         |
| 1981 hiver  | La Rochelle                        | Marie-Dominique Queste               |           |       | US Saint-André                                     | 1 min 06 s 39         |
| 1981 été    | Dunkerque                          | Sophie Falandry                      |           |       | Racing Club de France                              | 1 min 05 s 72         |
| 1982 hiver  | Toulouse                           | Véronique Plat                       |           |       | Cercle des nageurs d'Antibes                       | 1 min 05 s 66         |
| 1982 été    | Megève                             | Sophie Falandry                      |           |       | Racing Club de France                              | 1 min 04 s 44         |
| 1983 hiver  | Tours                              | Carole Braguer                       |           |       | CO Villiers-le-Bel                                 | 1 min 05 s 66         |
| 1983 été    | Bordeaux                           | Sophie Falandry                      |           |       | Racing Club de France                              | 1 min 05 s 33         |
| 1984 hiver  | Strasbourg                         | Claire Supiot                        |           |       | VS Angers                                          | 1 min 05 s 18         |
| 1984 été    | Paris Georges Vallerey             | Catherine Plewinski                  |           |       | CNSR Cluses                                        | 1 min 04 s 79         |
| 1985 hiver  | Aix-en-Provence                    | Catherine Plewinski                  |           |       | CNSR Cluses                                        | 1 min 03 s 12 RF      |
| 1985 été    | Dunkerque                          | Catherine Plewinski                  |           |       | CNSR Cluses                                        | 1 min 02 s 76         |
| 1986 hiver  | Rennes                             | Catherine Plewinski                  |           |       | CNSR Cluses                                        | 1 min 01 s 71 RF      |
| 1986 été    | Millau                             | Catherine Plewinski                  |           |       | CNSR Cluses                                        | 1 min 02 s 67         |
| 1987 hiver  | Mulhouse                           | Catherine Plewinski                  |           |       | CNSR Cluses                                        | 1 min 00 s 68         |
| 1987 été    | Strasbourg                         | Catherine Plewinski                  |           |       | CNSR Cluses                                        | 1 min 01 s 32         |
| 1988 hiver  | Vittel                             | Catherine Plewinski                  |           |       | CNSR Cluses                                        | 1 min 00 s 51         |
| 1988 été    | Dunkerque                          | Catherine Plewinski                  |           |       | CNSR Cluses                                        | 1 min 00 s 92         |
| 1989 hiver  | Forbach                            | Catherine Plewinski                  |           |       | CNSR Cluses                                        | 1 min 00 s 63         |
| 1989 été    | Paris Georges Vallerey             | Catherine Plewinski                  |           |       | CNSR Cluses                                        | 1 min 01 s 13         |
| 1990 hiver  | La Rochelle                        | Catherine Plewinski                  |           |       | CNSR Cluses                                        | 1 min 00 s 82         |
| 1990 été    | Narbonne                           | Cécile Jeanson                       |           |       | CN Saint-Estève                                    | 1 min 01 s 32         |
| 1991 hiver  | Saint-Étienne                      | Catherine Plewinski                  |           |       | SC Abbeville                                       | 1 min 01 s 26         |
| 1991 été    | Millau                             | Cécile Jeanson                       |           |       | CN Saint-Estève                                    | 1 min 02 s 42         |
| 1992 hiver  | Dunkerque                          | Catherine Plewinski                  |           |       | SC Abbeville                                       | 1 min 00 s 63         |
| 1992 été    | Mennecy                            | Beatrice Davot                       |           |       | Dauphins de Créteil                                | 1 min 05 s 09         |
| 1993 hiver  | Mennecy                            | Cécile Jeanson                       |           |       | CN Saint-Estève                                    | 1 min 01 s 33         |
| 1993 été    | Paris Georges Vallerey             | Diane Bui Duyet                      | 1979      | 14    | Cercle des Nageurs Calédoniens                     | 1 min 02 s 75         |
| 1994 hiver  | Lille                              | Jacqueline Delord                    |           |       | Dauphins du TOEC                                   | 1 min 01 s 58         |
| 1994 été    | Aix-les-Bains                      | Cécile Jeanson                       |           |       | CN Saint-Estève                                    | 1 min 02 s 02         |
| 1995 hiver  | Mennecy                            | Cécile Jeanson                       |           |       | CN Saint-Estève                                    | 1 min 01 s 66         |
| 1995 été    | Canet-en-Roussillon                | Cécile Jeanson                       |           |       | CN Saint-Estève                                    | 1 min 02 s 91         |
| 1996 hiver  | Dunkerque                          | Cécile Jeanson                       |           |       | CN Saint-Estève                                    | 1 min 01 s 21         |
| 1996 été    | Montpellier                        | Cécile Jeanson                       |           |       | CN Saint-Estève                                    | 1 min 01 s 29         |
| 1997        | Mennecy                            | Cécile Jeanson                       |           |       | CN Saint-Estève                                    | 1 min 01 s 47         |
| 1998        | Amiens                             | Cécile Jeanson                       |           |       | CN Saint-Estève                                    | 1 min 02 s 22         |
| 1999        | Dunkerque                          | Cécile Jeanson                       |           |       | CN Saint-Estève                                    | 1 min 01 s 63         |
| 2000        | Rennes                             | Cécile Jeanson                       |           |       | CN Saint-Estève                                    | 1 min 01 s 34         |
| 2001        | Chamalières                        | Malia Metella                        | 1982      | 19    | USLM Les Pacoussines de Cayenne                    | 1 min 01 s 79         |
| 2002        | Chalon-sur-Saône                   | Malia Metella                        | 1982      | 20    | USLM Les Pacoussines de Cayenne                    | 1 min 01 s 02         |
| 2003        | Saint-Étienne                      | Alena Popchanka (open) Aurore Mongel | 1979 1982 | 24 21 | Biélorussie CS Clichy 92 Mulhouse Olympic Natation | 58 s 81 1 min 01 s 29 |
| 2004        | Dunkerque                          | Aurore Mongel                        | 1982      | 22    | Mulhouse Olympic Natation                          | 59 s 51               |
| 2005        | Nancy                              | Malia Metella                        | 1982      | 23    | USLM Les Pacoussines de Cayenne                    | 59 s 66               |
| 2006        | Tours                              | Alena Popchanka                      | 1979      | 27    | CS Clichy 92                                       | 59 s 19               |
| 2007        | Saint-Raphaël                      | Alena Popchanka                      | 1979      | 28    | CS Clichy 92                                       | 59 s 11               |
| 2008        | Dunkerque                          | Alena Popchanka                      | 1979      | 29    | Lagardère Paris Racing                             | 58 s 65               |
| 2009        | Montpellier                        | Aurore Mongel                        | 1982      | 27    | Mulhouse Olympic Natation                          | 57 s 80 RF            |
| 2010        | Saint-Raphaël                      | Kim Vandenberg Aurore Mongel         | 1985 1982 | 25 28 | États-Unis Mulhouse Olympic Natation               | 59 s 17 59 s 20       |